# Cytotoxicita závislá na komplementu
Cytotoxicita závislá na komplementu (CDC, complement-dependent cytotoxicity) je jedna z efektorových funkcí protilátek typu IgG a IgM. Na protilátky navázané na povrch cílové buňky (např. bakteriální nebo virem infikované) se může vázat komplementový protein C1q a tím zahájit klasickou cestu aktivace komplementu vedoucí k tvorbě MAC komplexu a lýze buňky.
Dobře aktivují komplement lidské protilátky typu IgG3, IgG1 a IgM, slaběji IgG2, zatímco typ IgG4 komplement neaktivuje vůbec.
CDC je jedním z mechanismů, kterým ničí nádorové buňky terapeutické protilátky nebo rekombinantní fragmenty protilátek.

## Využití stanovení CDC

### Analýza terapeutických protilátek
Při vývoji terapeutických protilátek pro léčbu tumorů se testují in vitro efektorové vlastnosti těchto protilátek. V případě testování schopnosti protilátek vyvolat CDC se obvykle inkubují testované protilátky s cílovými buňkami, na které mají působit, a sérem obsahujícím složky komplementu. Poté se určuje, kolik buněk bylo zlyzováno. To lze několika způsoby: 
- Radioaktivní metoda: cílové buňky jsou předem značené radioaktivním isotopem chromu 51Cr, zlyzováním buněk se chrom uvolní a měří se množství radioaktivity.[4][5]
- Měření metabolické aktivity živých buněk (barvení živých buněk): k buňkám se po inkubaci s komplementem přidá barvivo (např. calcein-AM[5][6] nebo resazurin[4][7]), které volně projde skrz cytoplazmatickou membránu buňky. Uvnitř živé buňky vznikne pro membránu nepropustný fluorescenční produkt, který lze detekovat průtokovou cytometrií. Mrtvé buňky nejsou metabolicky aktivní, a tudíž v nich ke vzniku produktu nedojde.
- Měření aktivity uvolněných intracelulárních enzymů: z mrtvých buněk se uvolní enzym (např. laktát dehydrogenáza nebo GAPDH)[4][6], po přidání jeho substrátu dojde k barevné změně, která se měří jako změna absorbance, případně luminiscence.
- Barvení mrtvých buněk: skrz perforovanou membránu se dovnitř buňky dostane barvivo např. propidium jodid, který se naváže na DNA mrtvé buňky a změří se fluorescenční signál pomocí průtokové cytometrie.[4]

### HLA typizace a crossmatch test
CDC analýza se využívá k nalezení vhodného dárce pro transplantaci orgánů zejména ledvin nebo kostní dřeně, konkrétně pro nalezení dárce se shodným nebo co nejpodobnějším fenotypem histokompatibilního systému HLA. Nejprve se u pacienta a dárců při vstupu do registru provádí typizace HLA (určení, jaký má pacient/dárci fenotyp). Poté se u vhodných dvojic provede crossmatch test (křížová zkouška), aby se vyloučilo, že pacient produkuje donor-specifické anti-HLA protilátky, které by mohly způsobit odhojení štěpu (transplantovaného orgánu).
Při typizace HLA pomocí CDC (sérologická typizace) se využívá soubor anti-HLA protilátek z definovaných antisér (typizační panel). Lymfocyty pacienta nebo dárce se inkubují s jednotlivými anti-HLA protilátkami za přítomnosti komplementu a pomocí barvení živých buněk se určí, jestli a kolik buněk bylo zlyzováno. Dnes už je CDC typizace nahrazována molekulárně genetickou typizací, při které se určují nukleotidové sekvence HLA alel pomocí PCR.
Crossmatch test se standardně provádí pomocí CDC testu. V nejjednodušší variantě se inkubují lymfocyty dárce se sérem pacienta, poté následuje další inkubace po přidání králičího komplementu. Pokud dojde ke zlyzování buněk, test je pozitivní a dárce je vyloučen. Existují modifikace, které zvýší citlivost testu, např. zvýšení doby inkubace, přidání antihumánního globulinu (AHG), vymytí nenavázaných protilátek před přidáním komplementu nebo provedení testu zvlášť pro T lymfocyty a B lymfocyty. Rozšiřuje se také crossmatch test za použití průtokové cytometrie, který je citlivější a odhalí i protilátky, které neaktivují komplement.